# Anchancho
Anchancho är en samling onda andar i indiansk folktro förknippade med sjukdom och vanmakt. I Peru betraktas Anchanchos fortfarande som farliga väsen.